# Anarhokapitalizam
Anarho-kapitalizam (takođe poznat kao „slobodarska anarhija” ili „tržišni anarhizam” ili „anarhizam slobodnog tržišta”) jeste libertarijanska tj. (klasično-liberalska) i individualistička politička filozofija koja zagovara eliminaciju države u korist suvereniteta individue u slobodnom tržištu. Ekonomista Mari N. Rotbard je tvorac termina.
U anarho-kapitalističkom društvu, čuvanje javnog reda, sudovi, te sve druge „javne usluge” bi pružali dobrovoljno-osnovani konkurenti kao privatne agencije za zaštitu, itd., a ne bi bile finansirane kroz porez nametnut od strane institucije monopola inicijacije sile — države; I novac bi bio privatan i konkurentan novac u otvorenom tržištu. Prema anarho-kapitalistima, lične i ekonomske aktivnosti bile bi regulisane prirodnim zakon tržišta te kroz privatni zakon i individualne ugovore, a ne kroz politiku. Dalje, „zločin bez žrtava” (tzv. bijeli prekršaji) i zločini protiv države ne bi postojali.
Anarho-kapitalisti zagovaraju društvo zasnovano na dobrovoljnoj razmjeni, trgovini privatnim vlasništvom i uslugama (uključujući novac, potrošačke robe, zemlju, i kapitalna dobra), a da bi se povećala lična sloboda i prosperitet. Oni takođe prepoznaju milosrđe i grupne, opšte aranžmane kao dio voluntarne etike. Iako su anarho-kapitalisti poznati po tome da kreću od principa privatnog (individualnog ili grupnog, ne-„javnog”) vlasništva, često se govori da je moguće ne-državno, javno ili zajedničko vlasništvo. Za njih je bitno da je vlasništvo stečeno i preneseno, odnosno razmijenjeno bez pomoći ili češće smetnje državne prinude. Anarho-kapitalisti, voluntaristi znaju da je jedini pravedan, i/ili ekonomski najproduktivniji, način da se stekne vlasništvo kroz dobrovoljnu trgovinu, poklon, ili na radu zasnovanom prvobitnom aproprijacija, a ne nasiljem i prevarom.
Anarho-kapitalisti vide slobodno tržište — kapitalizam kao osnovu slobodnog i prosperitetnog društva. Mari Rotbard je rekao da je razlika između kapitalizma slobodnog tržišta i „državnog kapitalizma” razlika između „mirne, dobrovoljne razmjene” i tajnog ugovora između velikog biznisa i države koja upotrebljava nasilje da bi potkopala slobodno tržište. Kapitalizam, termin kako ga koriste anarho-kapitalisti, ne treba zamjeniti sa kapitalizmom državnog monopola, tzv. енгл. crony capitalism, korporatizmom, ili savremenim miješanim ekonomijama, pri čemu su prirodne tržišne inicijative, stimulacija kao i destimulacija poremećene državnim uplitanjem. Zbog toga oni odbijaju državu, na osnovu dva saznanja, moralnog i praktičnog - da je država agresivni entitet koji po definiciji mora da otima vlasništvo (kroz poreze i eksproprijaciju, inflaciju valute, te beskonačno zaduživanje, čak još nerođene djece), inicira agresiju (država je monopol na inicijaciju sile koji koristiti svoju moć prisile u korist pojedinih poslova i individua, a na račun većine), stvara monopole, ograničava trgovinu, te ograničava lične prava i slobode (tipa zakonskim sankcionisanjem uživanja droga, prinudnim školovanjem, regrutacijom, zakonima o lijekovima, hrani, vodi i vazduhu te moralu), i sličnim. Prihvatanje nesputanog kapitalizma dovelo je do tenzija između anarho-kapitalista i mnogih socijalističkih anarhista koji vide kapitalizam i njegovo tržište kao samo još jedan autoritet. Anti-kapitalistički anarhisti uopšteno smatraju anarho-kapitalizam kao kontradikciju termina.

## Filozofija

### Vrste anarho-kapitalizma
Različite teorije imaju različite, iako slične, pravne filozofije koje se svrstavaju pod anarho-kapitalizam. Prvu šire poznatu verziju anarho-kapitalizma je formulisao libertarijanac i ekonomista tzv. Austrijske ekonomske škole Mari Rotbard sredinom dvadesetog vijeka, sintetišući elemente iz Austrijske škole ekonomije, klasičnog liberalizma, i američkih anarhoindividualista devetnaestog vijeka: Lisander Spuner i Bendžamin Taker (uz odbijanje tzv. енгл. labor theory of value) koju su ovi autori podržavali i normativne implikacije koje su oni iz toga dobili).
U Rotbardovom anarho-kapitalizmu, prvo bi postojao pristanak na obostranu implementaciju libertarijanskog "pravnog koda koji bi bio opšte prihvaćen i kojega bi se "sudovi" pridržavali". Ovaj pravni kod bi prepoznavao suverenitet individue i princip ne-inicijacije sile.
Međutim, u anarho-kapitalizmu Dejvida D. Fridmana, "pravni sistem će biti proizvod za profit, a na otvorenom, slobodnom tržištu", što bi, po njegovom vjerovanju, vodilo sveobuhvatnom, libertarijanskom društvu.
Rotbard bazira svoju filozofiju na apsolutistnom prirodnom zakonu, ali takođe daje ekonomsko objašnjenje zašto on smatra da je anarho-kapitalizam pragmatično bolji. Fridman kaže za sebe da nije teoretičar apsolutnih prava ali isto tako nije "utilitarista", mada vjeruje da su to najbolji argumenti za odbranu libertarijanizma: praktična korist ove ideje. Piter T. Lison tvrdi da "argument anarhije vuče svoju snagu iz empirijskih dokaza, ne teorija". Dok Hans-Herman Hope, upotrebljava "argumentacionu etiku" kao osnovu "anarhizma privatnog vlasništva", koji je bliži Rotbardovom pristupu prirodnog zakona.
U posljednje vrijeme veliku zapaženost i diskusiju je pokrenula i argumentacija Stefana Molenjua, tvorca freedomainradio, trenutno najveće i najpopularnije filozofske diskusije na internetu. Njegove ideje su po mnogima slične Hopeovima i Rotbardovima. On pruža argumentovane dokaze u svojim knjigama „”. i „”. da su odbrana, zaštita, arbitraža (pravni sistem), itd. izvodivi i čak poželjni u privatnim rukama. Dajući široku predstavu o tome kako bi slobodno društvo, voluntarističko društvo moglo funkcionisati sa tzv. DRO-ovima (agencije za zaštitu i arbitražu).

### Aksiom neagresije
"Ja definišem anarhističko društvo, kao ono, u kojem ne postoji zakonska mogućnost za primjenu agresije protiv ličnosti ili imovine bilo kog pojedinca. Anarhisti se protive državi jer joj je sama suština u takvoj agresiji, naime, to je eksproprijacija privatne imovine putem oporezivanja, prinudno isključivanje drugih ponuđača usluga odbrane teritorije, kao i sve druge pljačke i zastrašivanja koja su izgrađena na ova dva kršenja individualnih prava." —Mari Rotbard u Društvo i država
Anarho-kapitalizam, kako su ga formulisali Rotbard i drugi, drži se čvrsto centralnog libertarijanističkog aksioma neagresije:
[...] Osnovni aksiom slobodarske političke teorije smatra da je svaki čovjek samo vlasnik, da ima apsolutnu nadležnost nad sopstvenim tijelom. U suštini, to znači da niko ne može opravdati invaziju, ili agresiju protiv, drugog lica. Tada slijedi da svaka osoba posjeduje sve što sebi prisvoji, a što ranije niko nije posjedovao i ono sa čim on "miješa svoj rad". Iz ovih blizanačkih aksioma - Samo-vlasničkih i " originalne, prvobitne aproprijacije" - proizlaze razlozi za cijeli sistem imovinskih prava društva slobodnog tržišta. Ovaj sistem uspostavlja pravo svakog čovjeka na svoju osobu, pravo na donacije, na zavještanja (i, istovremeno, pravo da primi zaostavštinu ili naslijeđe), kao i pravo na ugovorne razmjene imovine.
Rotbardova odbrana samo-vlasničkog principa proizilazi iz onoga što je on vjerovao da je negacija svih drugih alternativa, odnosno da ili grupa ljudi može posjedovati drugu grupu ljudi, ili niti jedna osoba nema puno vlasništvo nad sobom. Rotbard odbacuje ova dva slučaja na osnovu toga da oni ne mogu dovesti do univerzalne etike, odnosno, pravedan prirodni zakon, koji može voditi sve ljude, nezavisno od mjesta i vremena. Jedina alternativa koja ostaje prema Rotbardu je samo-vlasništvo, za koje on vjeruje da je i aksiomatsko i univerzalno.
U principu, za aksiom neagresije može se reći da je zabrana pokretanja sile ili prijetnje silom, protiv lica (tj. direktno nasilje, napad, ubistvo) ili imovine (tj. prevara, provala, krađa, oporezivanje). Inicijacija sile se obično naziva agresija ili prinuda. Razlika između anarho-kapitalista i drugih libertarijanca uglavnom je stepen u kojem je uzet ovaj aksiom. Minarkisti-libertarijanci, poput većine ljudi uključenih u libertarijanske političke stranke, bi zadržali državu u nekim manjim i manje invazivnim oblicima, zadržavajući u najmanju ruku državnu policiju, sudove, a i vojsku. Nasuprot tome, anarho-kapitalisti odbacuju svaki nivo državne intervencije, definišu državu kao prinudni monopol i kao jedini entitet u ljudskom društvu čiji prihod potiče isključivo od "legalne" agresije, entitet koji inherentno krši centralni aksiom libertarijanizam. Ovakvi stavovi, monarhistički, smatraju se nelogičnima, nedosljednima i u suprotnosti sa aksiomom neagresije.
Neki anarho-kapitalisti, kao što je Rotbard, prihvataju aksiom neagresije suštinski na moralnoj osnovi ili osnovi prirodnog zakona. Rotbard anarhizam definiše na osnovama principa ne-agresije; on je definisao anarhizam "kao sistem koji ne pruža pravnu sankciju za takvu agresiju ['protiv lica i imovine']" i rekao je da "ono što anarhizam predlaže da se uradi, jeste da se ukine država, odnosno da se ukine regulisana institucija agresivne prinude". U intervjuu, Rotbard je rekao da je "kapitalizam najpotpuniji izraz anarhizma, i anarhizam je najpotpuniji izraz kapitalizma".
"Postoji tona načina da se filozofski opravda država, kao što postoji i isto toliko "naučnih" načina da se opravda kreacinizam, stvar je u tome da su ti načini pogrešni. To jednostavno nije dobra filozofija, iako je najzastupljenija filozofija danas. Vladajuće klase su birale (kroz istoriju) filozofe, plaćale i objavljivale one koji su im bili najviše naklonjeni i gle čuda,...sve od Ajn Rend pa do Sokrata. Ne postoji način da se opravda (država) sa moralnog stanovništva. Sa moralnog stanovišta inicijacija sile je uvijek pogrešna... da li sam to rekao dovoljno puta, inicijacija sile je pogrešna. Država je po samoj svojoj prirodi inicijacija sile, to je mala grupa individua u datom geografskom području, sa legalnom obavezom i "pravom" da inicira silu, praktično proizvoljno, protiv svih ostalih. To je apsolutno pogrešno. To je apsolutno kriminalno. I to je apsolutno teško da se shvati...  jer to je "kako smo oduvijek živjeli"... to je nemalo kao deset hiljada godina ropstva, prije no smo sa njim raskrstili." —Stefan Molenju, Freedom for Beginners 

## Spoljašnje veze
- (jezik: engleski)
- , onlajn centar za tržišni anarhizam (jezik: engleski)